# Parapsoriasi
Il termine parapsoriasi, usato per la prima volta nel 1902 in letteratura medica, si riferisce ad un insieme di malattie della pelle caratterizzate primariamente dalla somiglianza con la psoriasi all'esame obiettivo (lesioni cutanee rossastre e squamose); le cause delle parapsoriasi, però, possono differire dalle cause tipiche della psoriasi.
La parapsoriasi, in alcuni casi, può evolvere in una condizione neoplastica, ad esempio il linfoma cutaneo a cellule T.

## Classificazione
La nomenclatura delle forme di parapsoriasi non è universalmente ben definita; alcuni autori preferisco limitare l'uso del termine "parapsoriasi" a due gruppi di patologie cutanee: quelle che si manifestano con placche/chiazze ampie e quelle caratterizzate da lesioni più piccole. La maggior parte degli studiosi, comunque, utilizza ora il seguente schema di classificazione:
- Parapsoriasi a grandi placche (o "a grandi chiazze")
- Parapsoriasi a piccole placche (o "a piccole chiazze")
- Pitiriasi lichenoide
  - Pitiriasi lichenoide cronica
  - Pitiriasi lichenoide e varioliforme acuta
- Papulosi linfomatoide